# Powiat Teltow-Fläming
Powiat Teltow-Fläming (niem. Landkreis Teltow-Fläming) – powiat w niemieckim kraju związkowym Brandenburgia. Stolicą powiatu jest miasto Luckenwalde, natomiast największa miejscowość to Blankenfelde-Mahlow.
Nazwa powiatu pochodzi od historycznej krainy Teltow i od wysoczyzny Fläming. Pomimo nazwy nie zawiera miasta Teltow, znajdującego się w sąsiednim powiecie Potsdam-Mittelmark.

## Podział administracyjny
W skład powiatu Teltow-Fläming wchodzi:
- siedem gmin miejskich
- sześć gmin (niem. amtsfreie Gemeinde)
- jeden urząd (niem. Amt)

Gminy miejskie
| Lp. | Nazwa gminy  | Ludność (2022) | Powierzchnia km² |
| --- | ------------ | -------------- | ---------------- |
| 1   | Baruth/Mark  | 4 197          | 233,62           |
| 2   | Dahme/Mark   | 4 929          | 162,02           |
| 3   | Jüterbog     | 12 722         | 175,68           |
| 4   | Luckenwalde  | 20 600         | 46,75            |
| 5   | Ludwigsfelde | 27 667         | 109,30           |
| 6   | Trebbin      | 9 706          | 125,66           |
| 7   | Zossen       | 20 192         | 179,57           |

Gminy
| Lp. | Nazwa gminy         | Ludność (2022) | Powierzchnia km² |
| --- | ------------------- | -------------- | ---------------- |
| 1   | Am Mellensee        | 6 939          | 104,41           |
| 2   | Blankenfelde-Mahlow | 28 970         | 54,89            |
| 3   | Großbeeren          | 9 289          | 51,89            |
| 4   | Niedergörsdorf      | 6 212          | 204,67           |
| 5   | Nuthe-Urstromtal    | 6 359          | 337,72           |
| 6   | Rangsdorf           | 11 624         | 33,72            |

Urzędy
| Lp. | Nazwa urzędu | Ludność (2022) | Powierzchnia km² | Liczba gmin |
| --- | ------------ | -------------- | ---------------- | ----------- |
| 1   | Dahme/Mark   | 9 083          | 436,40           | 4           |

## Demografia
| Rok  | Mieszkańcy |
| ---- | ---------- |
| 1990 | 150 136    |
| 1995 | 148 133    |
| 2000 | 159 735    |
| 2005 | 161 902    |

| Rok  | Mieszkańcy |
| ---- | ---------- |
| 2010 | 161 386    |
| 2015 | 163 553    |
| 2020 | 171 554    |

## Współpraca
- Polska: Powiat gnieźnieński[2]
- Berlin: dzielnica Tempelhof-Schöneberg